# Ernst Ebermayer
Ernst Wilhelm Ferdinand Ebermayer (* 2. November 1829 in Rehlingen (Langenaltheim); † 13. August 1908 in Hintersee (Ramsau)) war ein deutscher Bodenkundler und Agrikulturchemiker. Er lehrte zwei Jahrzehnte als Professor an der Ludwig-Maximilians-Universität München. Wegweisend förderte er den Ausbau der wissenschaftlichen Bodenkunde zu einem eigenständigen Lehr- und Forschungsgebiet.

## Leben und Wirken
Ernst Ebermayer stammte aus einem evangelischen Pfarrhaus und studierte Naturwissenschaften und Chemie an der Universität und der Polytechnischen Schule in München. Nach dem pharmazeutischen Staatsexamen 1851 arbeitete er als Assistent bei Professor Franz von Kobell. Im Juli 1855 promovierte er an der Universität Jena. Er wirkte als Lehrer der Naturwissenschaften an den bayerischen Landwirtschafts- und Gewerbeschulen in Nördlingen und Landau in der Pfalz. 1858 wurde er an die Kgl. Bayer. Central-Forstlehranstalt zu Aschaffenburg berufen, 1861 wurde er dort ordentlicher Professor. 1878 wechselte er an die Universität München. 1881 wurde die Forstliche Forschungsanstalt in München gegründet, mit Ernst Ebermayer als Vorstand der bodenkundlich-meteorologischen Abteilung. 1882 wurde er zum ordentlichen Professor an der k.b. Ludwig-Maximilians-Universität München ernannt.
Wissenschaftlich mit seinem Namen verbunden sind die von ihm ab 1868 errichteten forst-meteorologischen „Doppelstationen“ und die Erkenntnisse über Zusammenhänge zwischen der Streu-Nutzung und der Abnahme der Bodenfruchtbarkeit.

## Ehrungen
Am 6. Oktober 1892 wurde Ernst Wilhelm Ferdinand Ebermayer als Mitglied (Matrikel-Nr. 2975) in die Leopoldina aufgenommen.
Im Jahr 1900 wurde er mit dem Eintritt in den Ruhestand mit dem Titel Geheimer Hofrat geehrt. Die Ebermayerstraße in München-Mittersendling wurde 1937 nach ihm benannt.